# Ruslan Lukin
Ruslan Lukin (11 novembre 1971) è un ex calciatore azero, di ruolo attaccante.

## Carriera

### Club
Dopo aver giocato nelle prime tre serie del campionato sovietico, gioca nel nuovo campionato bielorusso per poi chiudere la carriera con un trasferimento in Russia.

### Nazionale
Il 20 luglio 1992 prese parte ad un'amichevole contro la Lituania, giocando per la Nazionale bielorussa; la partita non è ufficialmente riconosciuta.
Tra il 1993 ed il 1994 ha giocato tre partite con la Nazionale azera, mettendo a segno una doppietta in amichevole contro il Kirghizistan; tutte le partite disputate erano amichevoli e in tutte e tre le occasioni fu sostituito.

## Statistiche

### Cronologia presenze e reti in nazionale
| Cronologia completa delle presenze e delle reti in nazionale ― Azerbaigian | Cronologia completa delle presenze e delle reti in nazionale ― Azerbaigian | Cronologia completa delle presenze e delle reti in nazionale ― Azerbaigian | Cronologia completa delle presenze e delle reti in nazionale ― Azerbaigian | Cronologia completa delle presenze e delle reti in nazionale ― Azerbaigian | Cronologia completa delle presenze e delle reti in nazionale ― Azerbaigian | Cronologia completa delle presenze e delle reti in nazionale ― Azerbaigian | Cronologia completa delle presenze e delle reti in nazionale ― Azerbaigian |
| Data                                                                       | Città                                                                      | In casa                                                                    | Risultato                                                                  | Ospiti                                                                     | Competizione                                                               | Reti                                                                       | Note                                                                       |
| -------------------------------------------------------------------------- | -------------------------------------------------------------------------- | -------------------------------------------------------------------------- | -------------------------------------------------------------------------- | -------------------------------------------------------------------------- | -------------------------------------------------------------------------- | -------------------------------------------------------------------------- | -------------------------------------------------------------------------- |
| 5-6-1993                                                                   | Teheran                                                                    | Azerbaigian                                                                | 2 – 0                                                                      | Tagikistan                                                                 | Amichevole                                                                 | -                                                                          | 70’                                                                        |
| 7-6-1993                                                                   | Teheran                                                                    | Azerbaigian                                                                | 3 – 2                                                                      | Kirghizistan                                                               | Amichevole                                                                 | 2                                                                          | 70’                                                                        |
| 19-4-1994                                                                  | Attard                                                                     | Malta                                                                      | 5 – 0                                                                      | Azerbaigian                                                                | Amichevole                                                                 | -                                                                          | ?’                                                                         |
| Totale                                                                     |                                                                            | Presenze                                                                   | 3                                                                          |                                                                            | Reti                                                                       | 2                                                                          |                                                                            |

## Palmarès

### Club
- Campionato bielorusso: 3

Dinamo Minsk: 1992, 1992-1993, 1993-1994
- Coppa di Bielorussia: 1

Dinamo Minsk: 1992